# 2026年冬季奥林匹克运动会奥地利代表团
2026年冬季奧林匹克運動會奧地利代表團是奧地利所派出的第25届冬季奥林匹克运动会代表團。

## 高山滑雪
奧地利已有一男及一女取得高山滑雪參賽資格。

## 越野滑雪
奧地利已有一男及一女取得越野滑雪參賽資格。 2024-25年國際雪聯越野世界盃結束後，奧地利又有三名女運動員和兩名男運動員獲得參賽資格。